# Wybory parlamentarne na Nauru w 1992 roku
Jedenaste wybory do Parlamentu Nauru miały miejsce 14 listopada 1992 roku. Na 70 kandydatów oddano 2576 głosów, 102 były nieważne.
18 listopada 1992 odbyły się wybory prezydenckie. Bernard Dowiyogo pokonał kandydata opozycji 10–7.

## Szczegółowe wyniki wyborów

### Aiwo
Głosy ważne – 286,

Głosy nieważne – 10.
| Miejsce | Kandydat                           | Wartość głosów |
| ------- | ---------------------------------- | -------------- |
| 1       | Theodore Conrad Moses              | 120,556        |
| 2       | René Reynaldo Harris               | 119,223        |
| 3       | Kinza Godfrey Clodumar             | 117,055        |
| 4       | Darrel Gadabu                      | 92,779         |
| 5       | John Akiki Agieman Thoma           | 84,610         |
| 6       | Amos Randall Cook                  | 74,022         |
| 7       | Pamela Ebotsina Scriven            | 71,423         |
| 8       | Erickson Victor Idaga Daimon Caleb | 70,117         |
| 9       | David Sylvester Simon              | 59,297         |

### Anabar
Głosy ważne – 197,

Głosy nieważne – 15.
| Miejsce | Kandydat                  | Wartość głosów |
| ------- | ------------------------- | -------------- |
| 1       | Ludwig Derangadage Scotty | 109,467        |
| 2       | Maein Deireragea          | 100,883        |
| 3       | David Peter Gadaroa       | 74,183         |
| 4       | Obeira Menke              | 73,850         |
| 5       | Alexander Rayham Deiye    | 65,900         |
| 6       | Virginia Scotty           | 55,417         |

### Anetan
Głosy ważne – 262,

Głosy nieważne – 13.
| Miejsce | Kandydat                            | Wartość głosów |
| ------- | ----------------------------------- | -------------- |
| 1       | Lawrence Stephen                    | 107,86         |
| 2       | Roy Demanganuwe Degoregore          | 107,61         |
| 3       | Ruby Eidagarube Helen Japhet Dediya | 99,899         |
| 4       | Remy Gerard Namaduk                 | 95,299         |
| 5       | Adago Deinuwea Bucky Idarabwe Ika   | 75,469         |
| 6       | Vassal Abogo Gadoengin              | 71,373         |
| 7       | Haseldon Buraman                    | 66,701         |
| 8       | Rimone Tom                          | 60,651         |
| 9       | Jac Tevaki Fritz                    | 56,328         |

### Boe
Głosy ważne – 286,

Głosy nieważne – 6.
| Miejsce | Kandydat                     | Wartość głosów |
| ------- | ---------------------------- | -------------- |
| 1       | Michael Mathias Aroi         | 130,027        |
| 2       | Clinton Denton Benjamin      | 123,774        |
| 3       | August Detonga Deiye         | 113,120        |
| 4       | Tazio Gideon                 | 98,862         |
| 5       | Remus Semisi Capelle         | 73,915         |
| 6       | Leslie Dogida Adam           | 71,403         |
| 7       | Cridden Alexius Appi         | 69,152         |
| 8       | Dale Richard Cecil Deriabaga | 65,400         |
| 9       | Rantag Denton Harris         | 63,678         |

### Buada
Głosy ważne – 217,

Głosy nieważne – 7.
| Miejsce | Kandydat                   | Wartość głosów |
| ------- | -------------------------- | -------------- |
| 1       | Vinson Franco Detenamo     | 111,733        |
| 2       | Tamaiti Willie Star        | 100,117        |
| 3       | Ruben James Tullen Kun     | 93,634         |
| 4       | Lyn Terangi Adam           | 83,503         |
| 5       | Rennie Angin Joseph Harris | 71,350         |
| 6       | Alec Hindmarsh Stephen     | 71,133         |

### Meneng
Głosy ważne – 379,

Głosy nieważne – 15.
| Miejsce | Kandydat                     | Wartość głosów |
| ------- | ---------------------------- | -------------- |
| 1       | Vinci Niel Clodumar          | 173,699        |
| 2       | Paul Denabauwa Jeremiah      | 151,145        |
| 3       | David Aingimea               | 124,958        |
| 4       | Edwin Canon                  | 108,901        |
| 5       | Bobby Ingitebo Ralph Eoe     | 100,168        |
| 6       | Akeidu Adenoango Kepae       | 90,082         |
| 7       | Joshua Porthos Bwaidongo Bop | 89,124         |
| 8       | Johnny Taumea Agadio         | 84,844         |
| 9       | Carl Luckech Harris          | 79,49          |
| 10      | Hamray Raymond Temaki        | 73,976         |
| 11      | Ralph Steven                 | 68,14          |

### Ubenide
Głosy ważne – 601,

Głosy nieważne – 25.
| Miejsce | Kandydat                              | Wartość głosów |
| ------- | ------------------------------------- | -------------- |
| 1       | Robidok Bagewa Buraro Detudamo        | 236,697        |
| 2       | Bernard Annen Auwen Dowiyogo          | 231,571        |
| 3       | Derog Gioura                          | 209,139        |
| 4       | Kennan Ranibok Adeang                 | 192,073        |
| 5       | Lagumot Gagiemem Nimidere Harris      | 185,128        |
| 6       | Aloysius Arabao Iyomogo Edrick Amwano | 160,559        |
| 7       | Paul Lawrence Maginkieo Ribauw        | 138,405        |
| 8       | Francis Koonkie Garoa                 | 109,615        |
| 9       | Russell Joseph Effaney Kun            | 102,310        |
| 10      | Charles Lanza Ratabwiy                | 96,415         |
| 11      | Dempsey Keppa                         | 86,506         |
| 12      | Robin Karl Wilson Tamakin             | 83,276         |
| 13      | Darcy Maiyauwe Phillip                | 79,564         |

### Yaren
Głosy ważne – 246,

Głosy nieważne – 11.
| Miejsce | Kandydat                             | Wartość głosów |
| ------- | ------------------------------------ | -------------- |
| 1       | Pres-Nimes Dabwadauw Ekwona          | 130,179        |
| 2       | Ludwig Dowong Keke                   | 105,010        |
| 3       | Anthony Kododo Detsimea Audoa        | 92,369         |
| 4       | John Daigon Akubor                   | 82,398         |
| 5       | Parry Hess Tekai Itaia               | 80,410         |
| 6       | Antonius Jimwereiy                   | 76,936         |
| 7       | Alfred Derangdedage Bribirinang Dick | 70,543         |